# Margaritowo (obwód rostowski)
Margaritowo (ros. Маргаритово) – wieś w Rosji, w obwodzie rostowskim, w rejonie azowskim. W 2010 liczyła 974 mieszkańców.